# Tro Bro Leon 2015
La 32e édition du Tro Bro Leon a eu lieu le 19 avril 2015. Cette course cycliste bretonne fait partie du calendrier UCI Europe Tour 2015 en catégorie 1.1. C'est également la huitième épreuve de la Coupe de France sur route.
L'épreuve a été remportée lors d'un sprint à quatre par le Français Alexandre Geniez (FDJ) qui s'impose respectivement devant ses compatriotes Benoît Jarrier (Bretagne-Séché Environnement) et Florian Sénéchal (Cofidis).

## Présentation

### Parcours
Ce Tro Bro Leon se dispute sur une longueur de 204,4 km, comprenant 31,9 km de ribinoù répartis en vingt-cinq tronçons.
| Secteur | Kilomètre | Localisation                | Longueur |          |
| ------- | --------- | --------------------------- | -------- | -------- |
| 1       | 37,5      | Plouarzel / Les Éoliennes   | 1 100 m  |          |
| 2       | 51        | Milizac / Coatquennec       | 1 700 m  |          |
| 3       | 60,1      | Bourg-Blanc / Ty Douar      | 2 200 m  |          |
| 4       | 69,9      | Plabennec / Lanorven        | 2 300 m  |          |
| 5       | 88,1      | Landerneau / Kergreis       | 1 200 m  |          |
| 6       | 95,1      | Trémaouézan / Kervelec      | 1 100 m  |          |
| 7       | 102,2     | Ploudaniel / Le Guézou Braz | 1 400 m  |          |
| 8       | 112,1     | Lanarvily / Salle des fêtes | 700 m    |          |
| 9       | 114,9     | Kernilis / Le Clos          | 1 500 m  |          |
| 10      | 118       | Le Folgoët / Guiquelleau    | 1 100 m  |          |
| 11      | 130,4     | Plounéour-Trez / Le désert  | 1 200 m  |          |
| 12      | 151,9     | Guissény / Lanveur          | 2 000 m  |          |
| 13      | 154,8     | Plouguerneau / Anteren      | 1 000 m  |          |
| 14      | 157,4     | Plouguerneau / Kerdelan     | 1 500 m  |          |
| 15      | 159,6     | Plouguerneau / Kerfaven     | 800 m    |          |
| 16      | 163,4     | Plouvien / Le Diouris       | 800 m    |          |
| 17      | 168,7     | Lannilis / Kerouartz        | 1 400 m  |          |
| 18      | 171,3     | Lannilis / Pouldu           | 900 m    |          |
| 19      | 174,1     | Lannilis / Mescoat          | 700 m    |          |
| 20      | 179       | Landéda / Les Anges         | 800 m    |          |
| 21      | 181,6     | Landéda / Ker Ar Groaz      | 1 000 m  |          |
| 22      | 184,8     | Lannilis / Mescleguer       | 3 300 m  |          |
| 23      | 192       | Lannilis / Meshuel          | 700 m    |          |
| 24      | 196,8     | Lannilis / Meshuel          | 700 m    |          |
| 25      | 201,6     | Lannilis / Meshuel          | 700 m    |          |
| Total   | Total     | Total                       | 31 800 m | 31 800 m |

### Équipes
Classé en catégorie 1.1 de l'UCI Europe Tour, le Tro Bro Leon est par conséquent ouvert aux WorldTeams dans la limite de 50 % des équipes participantes, aux équipes continentales professionnelles, aux équipes continentales et aux équipes nationales.
Seize équipes participent à ce Tro Bro Leon : deux WorldTeams, six équipes continentales professionnelles et huit équipes continentales :
| UCI WorldTeams   | UCI WorldTeams | UCI WorldTeams |
| Nom de l'équipe  | Pays           | Code           |
| ---------------- | -------------- | -------------- |
| AG2R La Mondiale | France         | ALM            |
| FDJ              | France         | FDJ            |

| Équipes continentales professionnelles | Équipes continentales professionnelles | Équipes continentales professionnelles |
| Nom de l'équipe                        | Pays                                   | Code                                   |
| -------------------------------------- | -------------------------------------- | -------------------------------------- |
| Bretagne-Séché Environnement           | France                                 | BSE                                    |
| Cofidis                                | France                                 | COF                                    |
| Europcar                               | France                                 | EUC                                    |
| Novo Nordisk                           | États-Unis                             | TNN                                    |
| Roompot Oranje Peloton                 | Pays-Bas                               | ROP                                    |
| Wanty-Groupe Gobert                    | Belgique                               | WGG                                    |

| Équipes continentales   | Équipes continentales | Équipes continentales |
| Nom de l'équipe         | Pays                  | Code                  |
| ----------------------- | --------------------- | --------------------- |
| Amore & Vita-Selle SMP  | Ukraine               | AMO                   |
| Armée de Terre          | France                | ADT                   |
| Auber 93                | France                | AUS                   |
| Marseille 13 KTM        | France                | M13                   |
| Murias Taldea           | Espagne               | MUR                   |
| Roubaix Lille Métropole | France                | RLM                   |
| Vorarlberg              | Autriche              | VBG                   |
| Wallonie-Bruxelles      | Belgique              | WBC                   |

### Règlement de la course

#### Primes
Les vingt prix sont attribués suivant le barème de l'UCI,. Le total général des prix distribués est de 14 477 €.
| Position | 1er     | 2e      | 3e      | 4e    | 5e    | 6e    | 7e    | 8e    | 9e    | 10e à 20e |
| Prix     | 5 785 € | 2 895 € | 1 445 € | 715 € | 580 € | 433 € | 433 € | 287 € | 287 € | 147 €     |

## Classements

### Classement final
| Classement final | Classement final    | Classement final | Classement final             | Classement final  |
|                  | Coureur             | Pays             | Équipe                       | Temps             |
| ---------------- | ------------------- | ---------------- | ---------------------------- | ----------------- |
| 1er              | Alexandre Geniez    | France           | FDJ                          | en 5 h 7 min 10 s |
| 2e               | Benoît Jarrier      | France           | Bretagne-Séché Environnement | + 0 s             |
| 3e               | Florian Sénéchal    | France           | Cofidis                      | + 0 s             |
| 4e               | Jimmy Engoulvent    | France           | Europcar                     | + 0 s             |
| 5e               | Pierre-Luc Périchon | France           | Bretagne-Séché Environnement | + 4 s             |
| 6e               | Florian Vachon      | France           | Bretagne-Séché Environnement | + 1 min 32 s      |
| 7e               | Fabien Canal        | France           | Armée de Terre               | + 1 min 44 s      |
| 8e               | Francis Mourey      | France           | FDJ                          | + 1 min 44 s      |
| 9e               | Kévin Ledanois      | France           | Bretagne-Séché Environnement | + 1 min 44 s      |
| 10e              | Berden de Vries     | Pays-Bas         | Roompot Oranje Peloton       | + 1 min 44 s      |
| modifier         |                     |                  |                              |                   |

### UCI Europe Tour
Ce Tro Bro Leon attribue des points pour l'UCI Europe Tour 2015, par équipes seulement aux coureurs des équipes continentales professionnelles et continentales, individuellement à tous les coureurs sauf ceux faisant partie d'une équipe ayant un label WorldTeam.
| Position,          | 1er | 2e | 3e | 4e | 5e | 6e | 7e | 8e | 9e | 10e | 11e | 12e |
| Classement général | 80  | 56 | 32 | 24 | 20 | 16 | 12 | 8  | 7  | 6   | 5   | 3   |

## Liste des participants
- Liste de départ complète

| Légende | Légende                                                                    | Légende | Légende                                                    |
| ------- | -------------------------------------------------------------------------- | ------- | ---------------------------------------------------------- |
| Num     | Dossard de départ porté par le coureur sur ce Tro Bro Leon                 | Pos     | Position à l'arrivée de la course                          |
|         | Indique un maillot de champion national ou mondial, suivi de sa spécialité | NP      | Indique un coureur qui n'a pas pris le départ de la course |
| AB      | Indique un coureur qui n'a pas terminé la course                           | HD      | Indique un coureur qui a terminé la course hors des délais |

| Cofidis COF                          | Cofidis COF              | Cofidis COF |
| ------------------------------------ | ------------------------ | ----------- |
| Num                                  | Coureur                  | Pos         |
| 1                                    | Adrien Petit (FRA)       | AB          |
| 2                                    | Jonas Ahlstrand (SWE)    | AB          |
| 3                                    | Gert Jõeäär (EST)        | AB          |
| 4                                    | Christophe Laporte (FRA) | AB          |
| 5                                    | Anthony Turgis (FRA)     | 18e         |
| 6                                    | Kenneth Vanbilsen (BEL)  | AB          |
| 7                                    | Steve Chainel (FRA)      | AB          |
| 8                                    | Florian Sénéchal (FRA)   | 3e          |
| Directeur sportif : Jean-Luc Jonrond |                          |             |

| AG2R La Mondiale ALM           | AG2R La Mondiale ALM     | AG2R La Mondiale ALM |
| ------------------------------ | ------------------------ | -------------------- |
| Num                            | Coureur                  | Pos                  |
| 11                             | Gediminas Bagdonas (LTU) | 15e                  |
| 12                             | Maxime Daniel (FRA)      | AB                   |
| 13                             | Samuel Dumoulin (FRA)    | AB                   |
| 14                             | Alexis Gougeard (FRA)    | 27e                  |
| 15                             | Pierre Latour (FRA)      | AB                   |
| 16                             |                          |                      |
| 17                             |                          |                      |
| 18                             |                          |                      |
| Directeur sportif : Gilles Mas |                          |                      |

| FDJ                                 | FDJ                      | FDJ |
| ----------------------------------- | ------------------------ | --- |
| Num                                 | Coureur                  | Pos |
| 21                                  | Murilo Fischer (BRA)     | AB  |
| 22                                  | Anthony Geslin (FRA)     | AB  |
| 23                                  | Matthieu Ladagnous (FRA) | 22e |
| 24                                  | Jérémy Roy (FRA)         | AB  |
| 25                                  | Lorrenzo Manzin (FRA)    | AB  |
| 26                                  | Francis Mourey (FRA)     | 8e  |
| 27                                  | Alexandre Geniez (FRA)   | 1er |
| 28                                  |                          |     |
| Directeur sportif : Thierry Bricaud |                          |     |

| Bretagne-Séché Environnement BSE | Bretagne-Séché Environnement BSE | Bretagne-Séché Environnement BSE |
| -------------------------------- | -------------------------------- | -------------------------------- |
| Num                              | Coureur                          | Pos                              |
| 31                               | Anthony Delaplace (FRA)          | 11e                              |
| 32                               | Arnaud Gérard (FRA)              | AB                               |
| 33                               | Yauheni Hutarovich (BLR) (Route) | AB                               |
| 34                               | Benoît Jarrier (FRA)             | 2e                               |
| 35                               | Christophe Laborie (FRA)         | AB                               |
| 36                               | Kévin Ledanois (FRA)             | 9e                               |
| 37                               | Pierre-Luc Périchon (FRA)        | 5e                               |
| 38                               | Florian Vachon (FRA)             | 6e                               |
| Directeur sportif : Roger Tréhin |                                  |                                  |

| Europcar EUC                       | Europcar EUC             | Europcar EUC |
| ---------------------------------- | ------------------------ | ------------ |
| Num                                | Coureur                  | Pos          |
| 41                                 | Thomas Voeckler (FRA)    | 25e          |
| 42                                 | Yannick Martinez (FRA)   | AB           |
| 43                                 | Julien Morice (FRA)      | AB           |
| 44                                 | Dan Craven (NAM) (Route) | AB           |
| 45                                 | Jimmy Engoulvent (FRA)   | 4e           |
| 46                                 | Yohann Gène (FRA)        | AB           |
| 47                                 | Vincent Jérôme (FRA)     | AB           |
| 48                                 | Alexandre Pichot (FRA)   | AB           |
| Directeur sportif : Ismaël Mottier |                          |              |

| Roompot Oranje Peloton ROP               | Roompot Oranje Peloton ROP | Roompot Oranje Peloton ROP |
| ---------------------------------------- | -------------------------- | -------------------------- |
| Num                                      | Coureur                    | Pos                        |
| 51                                       | Etienne van Empel (NED)    | AB                         |
| 52                                       | Berden de Vries (NED)      | 10e                        |
| 53                                       | Dylan Groenewegen (NED)    | AB                         |
| 54                                       | Tim Kerkhof (NED)          | AB                         |
| 55                                       | Raymond Kreder (NED)       | 16e                        |
| 56                                       | Wesley Kreder (NED)        | AB                         |
| 57                                       | Brian van Goethem (NED)    | AB                         |
| 58                                       |                            |                            |
| Directeur sportif : Jean-Paul van Poppel |                            |                            |

| Novo Nordisk TNN                      | Novo Nordisk TNN           | Novo Nordisk TNN |
| ------------------------------------- | -------------------------- | ---------------- |
| Num                                   | Coureur                    | Pos              |
| 61                                    | Corentin Cherhal (FRA)     | AB               |
| 62                                    | Kevin De Mesmaeker (BEL)   | AB               |
| 63                                    | Joonas Henttala (FIN)      | AB               |
| 64                                    | Nicolas Lefrançois (FRA)   | AB               |
| 65                                    | David Lozano (ESP)         | AB               |
| 66                                    | Andrea Peron (ITA)         | AB               |
| 67                                    | Charles Planet (FRA)       | AB               |
| 68                                    | Christopher Williams (AUS) | AB               |
| Directeur sportif : Vassili Davidenko |                            |                  |

| Wanty-Groupe Gobert WGG            | Wanty-Groupe Gobert WGG | Wanty-Groupe Gobert WGG |
| ---------------------------------- | ----------------------- | ----------------------- |
| Num                                | Coureur                 | Pos                     |
| 71                                 | Jérôme Baugnies (BEL)   | 13e                     |
| 72                                 | Frederik Backaert (BEL) | AB                      |
| 73                                 | Tom Devriendt (BEL)     | AB                      |
| 74                                 | Tim De Troyer (BEL)     | AB                      |
| 75                                 | Boris Dron (BEL)        | AB                      |
| 76                                 | Fréderique Robert (BEL) | AB                      |
| 77                                 | Lander Seynaeve (BEL)   | AB                      |
| 78                                 |                         |                         |
| Directeur sportif : Steven De Neef |                         |                         |

| Auber 93 AUB                       | Auber 93 AUB             | Auber 93 AUB |
| ---------------------------------- | ------------------------ | ------------ |
| Num                                | Coureur                  | Pos          |
| 81                                 | César Bihel (FRA)        | AB           |
| 82                                 | Guillaume Levarlet (FRA) | AB           |
| 83                                 | Anthony Maldonado (FRA)  | 29e          |
| 84                                 | Théo Vimpère (FRA)       | AB           |
| 85                                 | Alo Jakin (EST) (Route)  | AB           |
| 86                                 | David Menut (FRA)        | AB           |
| 87                                 | Maxime Renault (FRA)     | 14e          |
| 88                                 | Steven Tronet (FRA)      | AB           |
| Directeur sportif : Stephan Gaudry |                          |              |

| Armée de Terre ADT               | Armée de Terre ADT   | Armée de Terre ADT |
| -------------------------------- | -------------------- | ------------------ |
| Num                              | Coureur              | Pos                |
| 91                               | Alexis Bodiot (FRA)  | AB                 |
| 92                               | Romain Combaud (FRA) | 20e                |
| 93                               | Julien Duval (FRA)   | AB                 |
| 94                               | Kévin Lebreton (FRA) | AB                 |
| 95                               | Romain Le Roux (FRA) | AB                 |
| 96                               | Quentin Pacher (FRA) | 19e                |
| 97                               | Benoît Sinner (FRA)  | AB                 |
| 98                               | Fabien Canal (FRA)   | 7e                 |
| Directeur sportif : Jimmy Casper |                      |                    |

| Roubaix Lille Métropole RLM            | Roubaix Lille Métropole RLM | Roubaix Lille Métropole RLM |
| -------------------------------------- | --------------------------- | --------------------------- |
| Num                                    | Coureur                     | Pos                         |
| 101                                    | Rudy Barbier (FRA)          | 31e                         |
| 102                                    | Julien Antomarchi (FRA)     | AB                          |
| 103                                    | Timothy Dupont (BEL)        | AB                          |
| 104                                    | Rudy Kowalski (FRA)         | AB                          |
| 105                                    | Jérémy Leveau (FRA)         | AB                          |
| 106                                    | Dieter Bouvry (BEL)         | AB                          |
| 107                                    | Baptiste Planckaert (BEL)   | AB                          |
| 108                                    | Jimmy Turgis (FRA)          | 21e                         |
| Directeur sportif : Frédéric Delcambre |                             |                             |

| Marseille 13 KTM M13                    | Marseille 13 KTM M13       | Marseille 13 KTM M13 |
| --------------------------------------- | -------------------------- | -------------------- |
| Num                                     | Coureur                    | Pos                  |
| 111                                     | Alexandre Blain (FRA)      | 12e                  |
| 112                                     | Rémy Di Grégorio (FRA)     | AB                   |
| 113                                     | Julien El Fares (FRA)      | AB                   |
| 114                                     | Benjamin Giraud (FRA)      | AB                   |
| 115                                     | Ignatas Konovalovas (LTU)  | 23e                  |
| 116                                     | Yoann Paillot (FRA)        | AB                   |
| 117                                     | Clément Saint-Martin (FRA) | 26e                  |
| 118                                     | Evaldas Šiškevičius (LTU)  | AB                   |
| Directeur sportif : Freddy Lecarpentier |                            |                      |

| Wallonie-Bruxelles WBC                | Wallonie-Bruxelles WBC   | Wallonie-Bruxelles WBC |
| ------------------------------------- | ------------------------ | ---------------------- |
| Num                                   | Coureur                  | Pos                    |
| 121                                   | Olivier Chevalier (BEL)  | AB                     |
| 122                                   | Tom Dernies (BEL)        | AB                     |
| 123                                   | Grégory Habeaux (BEL)    | 28e                    |
| 124                                   | Kevyn Ista (BEL)         | AB                     |
| 125                                   | Antoine Demoitié (BEL)   | AB                     |
| 126                                   | Sébastien Delfosse (BEL) | AB                     |
| 127                                   | Thomas Wertz (BEL)       | AB                     |
| 128                                   | Julien Stassen (BEL)     | AB                     |
| Directeur sportif : Frédéric Amorison |                          |                        |

| Murias Taldea MUR                 | Murias Taldea MUR        | Murias Taldea MUR |
| --------------------------------- | ------------------------ | ----------------- |
| Num                               | Coureur                  | Pos               |
| 131                               | Egoitz García (ESP)      | 17e               |
| 132                               | Jon Ander Insausti (ESP) | AB                |
| 133                               | Aritz Bagües (ESP)       | AB                |
| 134                               | Ander Barrenetxea (ESP)  | AB                |
| 135                               | Unai Intziarte (ESP)     | AB                |
| 136                               |                          |                   |
| 137                               |                          |                   |
| 138                               |                          |                   |
| Directeur sportif : Jon Odriozola |                          |                   |

| Vorarlberg VBG                    | Vorarlberg VBG           | Vorarlberg VBG |
| --------------------------------- | ------------------------ | -------------- |
| Num                               | Coureur                  | Pos            |
| 141                               | Nicolas Baldo (FRA)      | AB             |
| 142                               | Víctor de la Parte (ESP) | AB             |
| 143                               | Aldo Ino Ilešič (SLO)    | AB             |
| 144                               | Grischa Janorschke (GER) | AB             |
| 146                               | Clément Koretzky (FRA)   | 24e            |
| 147                               | Daniel Paulus (AUT)      | AB             |
| 148                               | Nicolas Winter (SUI)     | AB             |
| 149                               | Patrick Jäger (AUT)      | AB             |
| Directeur sportif : Werner Salmen |                          |                |

| Amore & Vita-Selle SMP AMO           | Amore & Vita-Selle SMP AMO | Amore & Vita-Selle SMP AMO |
| ------------------------------------ | -------------------------- | -------------------------- |
| Num                                  | Coureur                    | Pos                        |
| 151                                  | Mattia Gavazzi (ITA)       | AB                         |
| 152                                  | Rostyslav Zhukovskyi (UKR) | AB                         |
| 153                                  | Volodymyr Fredyuk (UKR)    | AB                         |
| 154                                  | Volodymyr Kogut (UKR)      | AB                         |
| 155                                  | Logan Loader (USA)         | 32e                        |
| 156                                  | Eugenio Bani (ITA)         | 30e                        |
| 157                                  | Paolo Lunardon (ITA)       | AB                         |
| 158                                  | Marco Zamparella (ITA)     | AB                         |
| Directeur sportif : Francesco Frassi |                            |                            |